# 柳田宗一郎

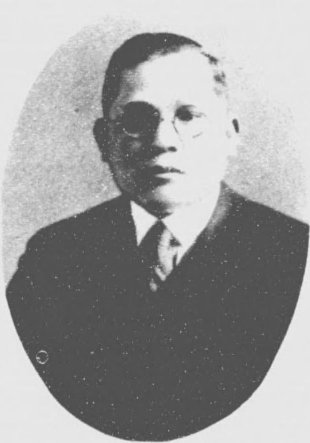
柳田宗一郎

柳田 宗一郎（やなぎだ そういちろう、1889年（明治22年）5月7日 - 1933年（昭和8年）6月18日）は、衆議院議員（立憲民政党）、弁護士、検事。

## 経歴
茨城県筑波郡葛城村（現在のつくば市）出身。1912年に中央大学を卒業し、同年、判事検事弁護士試験に合格。翌年から弁護士業務に従事した。1923年に検事に任命され、1926年に退官するまでの間に、青森区裁判所兼青森地方裁判所検事、大館区裁判所兼秋田地方裁判所検事、仙台地方裁判所検事を歴任した。
退官後は再び弁護士業務を行っていたが、1929年に東京市会議員に立候補し、当選した。さらに1932年の第18回衆議院議員総選挙に出馬し、当選を果たした。